# أبو جبل الحبسي
مسعود بن راشد بن حميد الحبسي (1295 -1370 هـ) أبو جبل الحبسي فقيه، وشاعر فصيح. ولد ببلد المضيبي في سطلنة عمان.
انتقل إلى بلد” المنترب” من بدية، وسكن بها. له أشعار كثيرة، منها مطارحات أدبية، ومنها أسئلة فقهية موجهة للشيخين نور الدين السالمي، وعامر بن خميس المالكي، وبعضها موجود في كتاب الدر النظيم. 